# Мотня
Мо́тня — село в Бичурском районе Бурятии. Входит в сельское поселение «Новосретенское».

## География
Расположено на речке Гутай (правый приток Хилка), в 2,5 км к северу от места её впадения в Хилок, в 19 км к северо-востоку от районного центра — села Бичура.

## Население
| 2002 | 2010 |
| ---- | ---- |
| 341  | ↘239 |